# Luxembourg (tỉnh)
Luxembourg (tiếng Hà Lan: Luxemburgⓘ, also tiếng Đức; tiếng Luxembourg: Lëtzebuerg, tiếng Walloon: Lussimbork) là tỉnh cực nam, ở vùng Wallonia và Bỉ. Tỉnh này giáp các khu vực (từ phía đông theo chiều kim đồng hồ) Luxembourg (giáp các vùng Diekirch và Grevenmacher), Pháp (giáp vùng Grand Est), các tỉnh của Bỉ Namur và Liège. Thủ phủ là Arlon, ở đông nam của tỉnh.
Tỉnh này có diện tích 4.443 km², là tỉnh rộng nhất ở Bỉ. Tỉnh này gồm có 5 huyện hành chính (arrondissements trong tiếng Pháp) có 44 đô thị.
Tỉnh này đã được tách ra từ Đại Công quốc Luxembourg bởi Phân chia Luxembourg lần 3 năm 1839, sau cuộc cách mạng Bỉ, và tuyên bố thuộc Bỉ. Phần lớn dân tỉnh này nói tiếng Pháp, có một bộ phận nhỏ nói tiếng Luxembourg, ở khu vực gần biên giới với Đại Công quốc Luxembourg.

## Các đô thị
Huyện Arlon:
- Arlon
- Attert
- Aubange
- Martelange
- Messancy

Huyện Bastogne:
- Bastogne
- Bertogne
- Fauvillers
- Gouvy
- Houffalize
- Sainte-Ode
- Vaux-sur-Sûre
- Vielsalm

Huyện Marche-en-Famenne:
- Durbuy
- Erezée
- Hotton
- La Roche-en-Ardenne
- Manhay
- Marche-en-Famenne
- Nassogne
- Rendeux
- Tenneville

Huyện Neufchâteau:
- Bertrix
- Bouillon
- Daverdisse
- Herbeumont
- Léglise
- Libin
- Libramont-Chevigny
- Neufchâteau
- Paliseul
- Saint-Hubert
- Tellin
- Wellin

Huyện Virton:
- Chiny
- Étalle
- Florenville
- Habay
- Meix-devant-Virton
- Musson
- Rouvroy
- Saint-Léger
- Tintigny
- Virton